# Los Marines
Los Marines is een gemeente in de Spaanse provincie Huelva in de regio Andalusië met een oppervlakte van 10,00 km². Los Marines telt 384 inwoners (1 januari 2016).

## Demografische ontwikkeling
Bron: INE, 1857-2011: volkstellingen